# Kolumbijska nogometna reprezentacija
Kolumbijska nogometna reprezentacija je nogometna reprezentacija, koja predstavlja Kolumbiju na međunarodnim natjecanjima i pod vodstvom je Kolumbijskog nogometnog saveza.
Kolumbija je pet puta nastupala na Svjetsko nogometno prvenstvo, prvi put na Svjetskom prvenstvu 1962. kada su kao zadnji završili u skupini.  
Do sada su sudjelovali 18 put na Kontinentalnom prvenstvu Južne Amerike - Copa América i osvojili ga jedan puta i to 2001. godine.